# دمکوگ، استان انگاری
دمکوگ، استان انگاری (به لاتین: Dêmqog) یک روستا در جمهوری خلق چین است که در منطقه خودمختار تبت واقع شده‌است. دمکوگ ۱۵۰ نفر جمعیت دارد و ۴٬۲۴۰ متر بالاتر از سطح دریا واقع شده‌است.